# Roberto Tremelloni

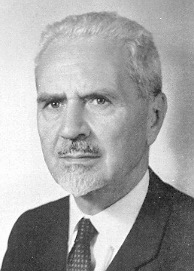
Roberto Tremelloni

Roberto Tremelloni (* 30. Oktober 1900 in Mailand; † 8. September 1987 in Bruneck, Südtirol) war ein italienischer Politiker, der unter anderem Finanzminister und Verteidigungsminister Italiens war.

## Leben
Tremelloni studierte in Turin Wirtschaftswissenschaften und graduiert 1926.
Er war zunächst Dozent für Politische Ökonomie in Genf. Ab 1930 war er Professor für Betriebswirtschaftslehre am Polytechnikum Mailand.

### Abgeordneter 1948 bis 1953 und Minister
Tremelloni absolvierte nach dem Schulbesuch ein Studium der Wirtschaftswissenschaften sowie Handelsbetriebslehre und war danach als Universitätsdozent und Publizist tätig.
Bei den Parlamentswahlen vom 18. April 1948 wurde er als Kandidat des Wahlbündnisses Sozialistische Einheit US (Unità Socialista) für den Nationalen Universitätsrat (Consiglio Universitario Nazionale) erstmals zum Mitglied der Abgeordnetenkammer (Camera dei deputati) gewählt. Nacheinander schloss er sich in der ersten Legislaturperiode nach dem Zweiten Weltkrieg verschiedenen Fraktionen an wie der Partito Socialista Italiano (PSI), der Partito Socialista dei Lavoratori Italiani (PSLI) und zuletzt der Partito Socialista Democratico Italiano (PSDI).
Am 15. Dezember 1947 wurde Tremeloni von Ministerpräsident Alcide De Gasperi in dessen viertes Kabinett berufen und fungierte in diesem bis zum 23. Mai 1948 als Minister für Industrie und Handel (Ministri dell’Industria e Commercio). Im Anschluss fungierte er vom 23. Mai 1948 bis zum 7. November 1949 als Minister ohne Geschäftsbereich (Ministro senza Portafiglio) im fünften Kabinett von Ministerpräsident De Gasperi.
Danach war er vom 12. Mai 1951 bis zum 24. Juni 1953 Vorsitzender der Parlamentarischen Kommission zur Untersuchung der Arbeitslosigkeit sowie zugleich zwischen dem 21. November 1951 und dem 24. Juni 1953 Vorsitzender des Sonderausschusses zur Untersuchung von Maßnahmen in den von Flut und Hochwasser betroffenen Gebieten.
Obwohl er nicht Mitglied des Parlaments war, wurde er am 10. Februar 1954 von Ministerpräsident Mario Scelba Finanzminister (Ministro delle Finanze) in dessen Kabinett berufen und gehörte diesem bis zum Ende von Scelbas Amtszeit am 6. Juli 1955 an.

### Wiederwahl zum Abgeordneten 1958, Minister und Ausschussvorsitzender
Nachdem er fünf Jahre lang nicht dem Parlament angehört hatte, wurde Tremelloni bei den Wahlen vom 25. Mai 1958 als Kandidat der Partito Socialista Democratico Italiano im Wahlkreis Mailand in der dritten Legislaturperiode wieder zum Mitglied der Camera dei deputati gewählt.
Er war vom 15. Mai 1961 bis zum 21. Februar 1962 zunächst Vorsitzender der Kommission zur Untersuchung von Wettbewerbsgrenzen in der Wirtschaft sowie im Anschluss zwischen dem 21. Februar 1962 und dem 21. Juni 1963 Schatzminister (Ministro del Tesoro) im vierten Kabinett von Ministerpräsident Amintore Fanfani.
Bei den Wahlen vom 28. April 1963 wurde Tremelloni für die PSDI im Wahlkreis Mailand wiedergewählt. Er wechselte aber am 17. November 1966 zur Fraktion der Partito Socialista Italiano (PSI). Zu Beginn der vierten Legislaturperiode war er vom 26. Juli bis zum 4. Dezember 1963 erneut Vorsitzender der Kommission zur Untersuchung von Wettbewerbsgrenzen in der Wirtschaft.
Danach berief ihn Ministerpräsident Aldo Moro am 4. Dezember 1963 erneut in das Amt des Finanzministers in dessen erstes Kabinett berufen und bekleidete dieses Ministeramt auch bis zu Ende von Moros zweiten Kabinett am 23. Februar 1966. Im dritten Kabinett von Ministerpräsident fungierte Tremelloni zwischen dem 23. Februar 1966 und dem 24. Juni 1968 als Verteidigungsminister (Ministro della Difesa).
Tremelloni wurde zuletzt bei den Wahlen vom 19. April 1968 für die PSI im Wahlkreis Mailand wieder zum Mitglied der Camera dei deputati gewählt und gehörte diesem bis zum Ende der fünften Legislaturperiode am 24. Mai 1972 an, wobei er sich zuletzt am 18. Februar 1971 wieder der Fraktion der Partito Socialista Democratico Italiano (PSDI).
Während dieser Zeit war er vom 5. Februar 1969 bis zum 24. Mai 1972 Vorsitzender des Ausschusses für Haushalt und staatliche Beteiligungen.